# Гранжан, Луи Станислас Франсуа
Луи Станислас Франсуа Гранжан (фр. Louis Stanislas François Grandjean; 1777—1821) — французский военный деятель, полковник (1809 год), барон (1810 год), участник революционных и наполеоновских войн.

## Биография
Родился в семье адвоката Франсуа Гранжана (фр. François Dieudonné Grandjean; 1738—) и его супруги Жанны Платель (фр. Jeanne Françoise Charlotte Platel; 1744—1778). Начал службу 18 августа 1793 года в 8-м драгунском полку. 23 января 1798 года переведён в 3-й кавалерийский полк. 1 апреля 1799 года прямо на поле боя был произведён в лейтенанты. 27 мая 1799 года ранен в левую ногу в деле при Кассано. 23 октября 1800 года переведён в 15-й кавалерийский полк. 
5 сентября 1805 года пошёл на повышение, и был переведён в гвардию, возглавив роту конных гренадер. Участвовал в знаменитых гвардейских конных атаках при Аустерлице и Эйлау, где был ранен штыком в левую руку.
8 июля 1807 года получил должность командира эскадрона драгун Императрицы. Участвовал в Испанской кампании 1808 года. 14 июля ранен штыком в правую ногу в сражении при Медина-дель-Риосеко.
В 1809 году с полком переброшен в Австрию. Участвовал в сражении при Эсслинге. 5 июня произведён в полковники и возглавил 8-й кирасирский полк. Сражался при Ваграме.
Отличился в Русской кампании 1812 года. 7 сентября 1812 года был ранен штыком в правое плечо в Бородинском сражении.
19 февраля 1813 года в Бове женился на Филарете Данс (фр. Philarète Danse; 1793—1833), от которой имел дочь.
По причине ранения сдал командование полком, и с 1 октября 1813 года служил в депо. 28 сентября 1814 года возглавил 2-й кирасирский полк. Участвовал в Бельгийской кампании 1815 года. Ранен штыком в правое плечо при Ватерлоо. В конце 1815 года 2-й полк был расформирован, и Гранжан вышел в отставку.

## Воинские звания
- Бригадир (5 сентября 1797 года);
- Вахмистр (3 февраля 1799 года);
- Младший лейтенант (8 февраля 1799 года);
- Лейтенант (1 апреля 1799 года);
- Капитан (30 мая 1800 года);
- Капитан гвардии (5 сентября 1805 года);
- Командир эскадрона гвардии (8 июля 1807 года);
- Полковник (5 июня 1809 года).

## Титулы
- Шевалье Гранжан и Империи (фр. chevalier Grandjean et de l'Empire; патент подтверждён 28 мая 1809 года)[2];
- Барон Гранжан и Империи (фр. baron Grandjean et de l'Empire; декрет от 15 августа 1809 года, патент подтверждён 25 марта 1810 года  в Компьене)[3][4].

## Награды
Легионер ордена Почётного легиона (14 марта 1806 года)
 Офицер ордена Почётного легиона (4 сентября 1808 года)